# Passiflora cuneata
Passiflora cuneata je biljka iz porodice Passifloraceae. 